# Stella (classificazione)
La stella è il simbolo usato solitamente per classificare alberghi, ristoranti ed altri tipi di locali pubblici. Lo stesso sistema viene usato per classificare forme di spettacolo come cinema, teatro, musei e qualunque altra cosa necessiti di una valutazione facilmente comprensibile.
Una stella viene considerato il livello minimo di classificazione. Infatti l'assenza di stelle sta ad indicare un qualcosa di mediocre mentre il numero massimo di stelle viene usato per indicare l'eccellenza. La mezza stella indica un valore intermedio fra due interi.

## Alberghi
La classificazione a stelle è usata per indicare la qualità e il servizio di attività alberghiere. Maggiore è il numero di stelle e migliore è la struttura e il servizio ivi offerto. Solitamente la valutazione viene determinata dalla tipologia dell'immobile, dall'arredamento delle camere, dai servizi offerti e dall'ubicazione della struttura.
La AAA (American Automobile Association) e gli organismi affiliati usano dei diamanti al posto delle stelle per classificare alberghi e ristoranti di lusso.
Non esiste una classificazione internazionale uniforme per la valutazione delle strutture alberghiere. I tentativi di unificazione della classificazione a livello internazionale non hanno avuto un'accettazione condivisa a livello mondiale.  
Il progetto « Classificazione mondiale degli alberghi » (« World Hotel Rating – WHR »), volto a stabilire delle norme comuni per la valutazione degli alberghi a livello mondiale, dovrebbe consentire la catalogazione confrontabile per strutture alberghiere ubicate in ogni parte del mondo. Un periodo di test è previsto per il 2010.

## Ristoranti
La Guida Michelin è stata la prima ad assegnare delle stelle per la valutazione dei ristoranti sin dal 1931. Queste sono riferite esclusivamente alla cucina mentre il servizio e l'ambiente hanno una classificazione a parte (forchette). Le stelle vengono attribuite ai ristoranti dai critici Michelin secondo i seguenti criteri:  
- (una stella) : cucina molto buona nella sua categoria.
- (due stelle) : cucina eccellente, merita una deviazione
- (tre stelle) : cucina eccezionale, merita il viaggio